# Pelochrista pfisteri
Pelochrista pfisteri is een vlinder uit de familie bladrollers (Tortricidae). De wetenschappelijke naam is voor het eerst geldig gepubliceerd in 1952 door Obraztsov.
De soort komt voor in Europa.